# Georgina Herrera
Georgina Herrera Cardenas (* 23. April 1936 in Jovellanos, Kuba; † 13. Dezember 2021 in Havanna) war eine afro-kubanische Schriftstellerin. Neben Gedichten schrieb sie auch Romane und Kurzgeschichten sowie Drehbücher für Radio, Fernsehen und Film. Herrera befasste sich in ihrem Werk vor allem mit den Themen Gender und afro-kubanische Geschichte.

## Leben und Werk
Georgina Herrera wurde am 23. April 1936 im kubanischen Jovellanos, der Hauptstadt der Provinz Matanzas, geboren. Mit neun Jahren begann sie zu schreiben. Sie wuchs in Armut und ohne Vater auf, ihre Mutter starb, als Herrera 14 Jahre alt war. Als sie 16 war, wurden ihre ersten Gedichte veröffentlicht, unter anderem in den Zeitschriften El País und Diario de la Tarde aus Havanna.
1956 zog Herrera nach Havanna, wo sie als Haushaltshilfe arbeitete. Bei ihren wohlhabenden Arbeitgeberinnen traf sie Schriftstellerinnen, die sie ermutigten, ihre Arbeiten zu veröffentlichen und Kurse zu besuchen. Durch einen Kurs in Maschinenschreiben erhielt sie eine Stelle beim Radio. Sie heiratete den Schriftsteller Manolo Granados, von dem sie sich später scheiden ließ, und bekam zwei Kinder: Ignacio Teodoro wurde ebenfalls Schriftsteller, Anaísa starb 1992 bei einem Verkehrsunfall.
Gemeinsam mit Daisy Rubiera veröffentlichte Herrera 2005 unter dem Titel Golpeando la memoria. Testimonio de una poeta cubana afrodescendiente ihre Memoiren. Herrera erhält sowohl in Kuba als auch international viel Anerkennung. Ihre Werke wurden in mehrere Sprachen übersetzt. 2016 erhielt sie für den zweisprachigen Gedichtband Always Rebellious/Cimarroneando. Selected Poems den International Latino Book Award in der Kategorie Best Bilingual Poetry Book.
Sie starb am 13. Dezember 2021 im Alter von 85 Jahren in Havanna.

## Auswahlbibliografie
- G.H. (Ediciones El Puente, 1962)
- Gentes y cosas (Ediciones Unión, 1974)
- Granos de sol y luna (Ediciones Unión, 1974)
- Grande es el tiempo (Ediciones Unión, 1989)
- Gustadas sensaciones (Ediciones Unión, 1996)
- Gritos (Torre de Papel, 2004)
- Mit Daisy Rubiera: Golpeando la memoria. Testimonio de una poeta cubana afrodescendiente (Ediciones Unión, 2005)
- África (Ediciones Manglar y Uvero, 2006)
- Gatos y liebres or Libro de las conciliaciones (Ediciones Unión, 2010)
- Always Rebellious/Cimarroneando: Selected Poems (Cubanabooks, 2014).

## Sekundärliteratur
- Carole Boyce Davies (Hg.): Encyclopedia of the African Diaspora. Origins, Experiences, and Culture, Band 1. Santa Barbara, Kalifornien/Denver, Colorado/Oxford, England 2008.
- Miriam DeCosta-Willis (Hg.): Georgina Herrera, in: Daughters of the Diaspora. Afra-Hispanic Writers, S. 137–175. Kingston/Miami 2003.
- Paula Sanmartín: Black Women as Custodians of History. Unsung Rebel (M)Others in African American and Afro-Cuban Women’s Writing. Amherst, New York 2014.